# 리볼버 (1973년 영화)
리볼버(Revolver)는 이탈리아, 서독, 프랑스에서 제작된 세르지오 솔리마 감독의 1973년 범죄, 드라마, 스릴러 영화이다. 올리버 리드 등이 주연으로 출연하였다.

## 출연

### 주연
- 올리버 리드
- 파비오 테스티

### 조연
- 파올라 피타고라
- 아고스티나 벨리